# Valstorkning
Valstorkning, torkningsmetod där vätskan sprids ut på en roterande vals. Valsen är fylld med het ånga så vätskan torkar på valsens yta och bildar en film. Filmen skrapas sedan av från valsens yta och mals till ett pulver.
Metoden används bland annat i framställningen av papper.